# Aspergillus malignus
Aspergillus malignus är en svampart som beskrevs av Gedoelst ex Lindt 1889. Aspergillus malignus ingår i släktet Aspergillus och familjen Trichocomaceae.   Inga underarter finns listade i Catalogue of Life.